# Motion Detection

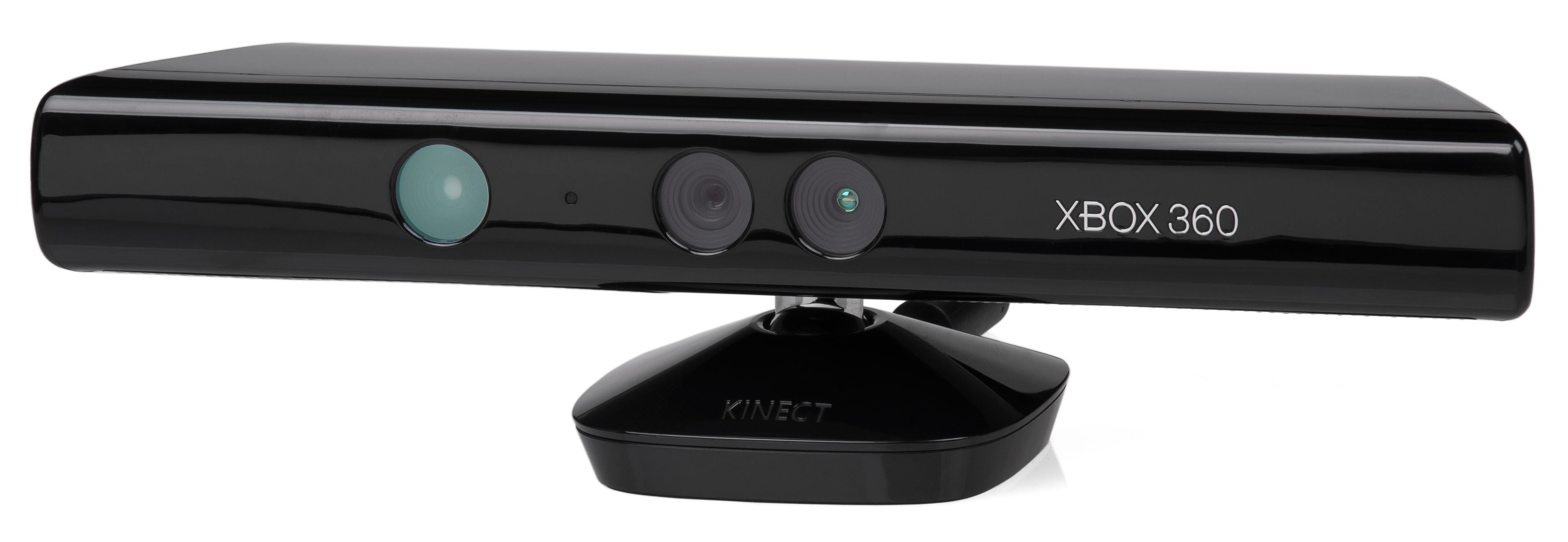
Un sensore Microsoft Kinect

La Rilevazione di movimento o Motion Detection sono tutti quegli algoritmi matematici che permettono di rilevare il movimento di un oggetto all'interno di un video.
Il Motion Detection è generalmente implementato nei sistemi di videosorveglianza e può essere di vari livelli e di varie sensibilità. Tale sistema viene utilizzato per analizzare un flusso video proveniente da una telecamera (IP, analogica o digitale) ed ottenere importanti informazioni riguardo a ciò che avviene nel video.
Il Motion Detection può essere utilizzato per rilevare il movimento di una persona o di un oggetto e la sua implementazione massima è ne sistemi di videosorveglianza attiva.